# Slavoliub Adnagi
Slavoliub Adnagi (sârbă: Славољуб Аднађ, Slavoljub Adnađ) (n. 26 decembrie 1965, Timișoara, România) este un politician și fost deputat român, ales în 2016. Slavoliub Adnagi face parte din „Grupul parlamentar al minorităților naționale”. Slavoliub Adnagi este membru în grupurile parlamentare de prietenie cu Republica Serbia, Republica Austria, Elveția și Republica Letonia. 